# Ballon d'or 1988
Navigation
Édition précédente Édition suivante
Le Ballon d'or 1988 est la 33e cérémonie du Ballon d'or, organisée par France Football. Il récompense le Néerlandais Marco van Basten.

## Résultats
| Rang | Nom                    | Club                        | Sélection            | Points |
| ---- | ---------------------- | --------------------------- | -------------------- | ------ |
| 1    | Marco van Basten       | Milan AC                    | Pays-Bas             | 129    |
| 2    | Ruud Gullit            | Milan AC                    | Pays-Bas             | 88     |
| 3    | Frank Rijkaard         | Real Saragosse / Milan AC   | Pays-Bas             | 45     |
| 4    | Oleksiy Mykhaylychenko | Dynamo Kiev                 | Union soviétique     | 41     |
| 5    | Ronald Koeman          | PSV Eindhoven               | Pays-Bas             | 39     |
| 6    | Lothar Matthäus        | Inter Milan                 | Allemagne de l'Ouest | 10     |
| 7    | Gianluca Vialli        | Sampdoria de Gênes          | Italie               | 7      |
| 8    | Franco Baresi          | Milan AC                    | Italie               | 5      |
| 8    | Jürgen Klinsmann       | VfB Stuttgart               | Allemagne de l'Ouest | 5      |
| 8    | Oleksandr Zavarov      | Juventus                    | Union soviétique     | 5      |
| 11   | Tanju Çolak            | Galatasaray                 | Turquie              | 4      |
| 11   | Oleg Kuznetsov         | Dynamo Kiev                 | Union soviétique     | 4      |
| 13   | Rinat Dasaev           | Spartak Moscou / Séville FC | Union soviétique     | 3      |
| 13   | Anatoli Demyanenko     | Dynamo Kiev                 | Union soviétique     | 3      |
| 13   | Glenn Hysén            | Fiorentina                  | Suède                | 3      |
| 13   | Míchel                 | Real Madrid                 | Espagne              | 3      |
| 17   | Flemming Povlsen       | 1. FC Cologne               | Danemark             | 2      |
| 17   | Michel Preud'homme     | FC Malines                  | Belgique             | 2      |
| 17   | Walter Zenga           | Inter Milan                 | Italie               | 2      |
| 20   | Gheorghe Hagi          | FC Steaua Bucarest          | Roumanie             | 1      |
| 20   | Roberto Mancini        | Sampdoria de Gênes          | Italie               | 1      |
| 20   | Dejan Savićević        | Étoile rouge de Belgrade    | Yougoslavie          | 1      |
| 20   | Neville Southall       | Everton                     | Pays de Galles       | 1      |
| 20   | Dragan Stojković       | Étoile rouge de Belgrade    | Yougoslavie          | 1      |